# True Value 500 1998
True Value 500 1998 var ett race som var den fjärde deltävlingen i Indy Racing League 1998. Racet kördes den 6 juni på Texas Motor Speedway. Billy Boat tog sin enda IRL-seger under karriären, vilket gjorde att han bara var fem poäng bakom Tony Stewart och Scott Sharp, som delade mästerskapsledningen. Greg Ray tog hand om andraplatsen, medan Kenny Bräck blev trea.

## Slutresultat
| Plats | Förare           | Team                   | Grid |
| ----- | ---------------- | ---------------------- | ---- |
| 1     | Billy Boat       | A.J. Foyt Enterprises  | 2    |
| 2     | Greg Ray         | Knapp Motorsports      | 14   |
| 3     | Kenny Bräck      | A.J. Foyt Enterprises  | 11   |
| 4     | Scott Goodyear   | Panther Racing         | 7    |
| 5     | Scott Sharp      | Kelley Racing          | 9    |
| 6     | Robbie Buhl      | Team Menard            | 3    |
| 7     | Davey Hamilton   | Nienhouse Motorsports  | 15   |
| 8     | Marco Greco      | Phoenix Racing         | 5    |
| 9     | Robby Unser      | Cheever Racing         | 27   |
| 10    | Stan Wattles     | Metro Racing Systems   | 26   |
| 11    | Buddy Lazier     | Hemelgarn Racing       | 23   |
| 12    | Tyce Carlson     | Team Pelfrey           | 28   |
| 13    | Arie Luyendyk    | Treadway Racing        | 4    |
| 14    | Tony Stewart     | Team Menard            | 1    |
| 15    | Buzz Calkins     | Bradley Motorsports    | 10   |
| 16    | John Paul Jr.    | Byrd-Cunningham Racing | 12   |
| 17    | Jeff Ward        | ISM Racing             | 13   |
| 18    | Sam Schmidt      | LP Racing              | 24   |
| 19    | J.J. Yeley       | Sinden Racing Services | 22   |
| 20    | Billy Roe        | Blueprint Racing       | 25   |
| 21    | Mark Dismore     | Kelley Racing          | 26   |
| 22    | Jack Miller      | Crest Racing           | 21   |
| 23    | Eliseo Salazar   | Riley & Scott Cars     | 18   |
| 24    | Roberto Guerrero | Pagan Racing           | 8    |
| 25    | Stéphan Grégoire | Chastain Motorsports   | 16   |
| 26    | Eddie Cheever    | Cheever Racing         | 20   |
| 27    | Donnie Beechler  | Cahill Racing          | 17   |
| 28    | Raul Boesel      | McCormack Motorsports  | 19   |